# Latina (distrikt)
Latina är ett av de 21 distrikt som bildar staden Madrid. Administrativt är det indelat i stadsdelarna Los Cármenes (10.1), Puerta del Ángel (10.2), Lucero (10.3), Aluche (10.4), Campamento (10.5), Cuatro Vientos (10.6) y Las Águilas (10.7). 
Latina ligger i regionen Madrid, tillika provinsen Madrid i den centrala delen av landet. Latina ligger 652 meter över havet och antalet invånare är 256 644.
Det ska inte förväxlas med La Latina, som är en stadsdel i centrala Madrid.

## Historia
Namnet på distriktet kommer från det namn som det gamla sjukhuset Hospital de la Concepción populärt var känt med, vilket i sin tur var smeknamnet för dess grundare, Beatriz Galindo, intim vän till Isabella I av Kastilien.
Ursprunget till distriktet kommer från den administrativa uppdelningen av Madrid, utförd i 1845, där tio distrikt skapas, inklusive Latina. Deras territorier tillhörde då Carabanchel.
På grund av sitt läge nära Madrids centrum, invigdes järnvägsstationen Goya i distriktet, på ett område nära den nuvarande Caramuelparken. Station kallades Goya på grund av dess närhet till Quinta del Sordo, den egendom som den berömde målaren hade förvärvat år 1819 och där han målade sina svarta målningar. Järnvägen som 1891 förband Madrid med Navalcarnero och senare samma år med Villa del Prado startade från denna station. Slutligen, 1901 utökades järnvägen till staden Almorox.
Denna järnväg kallades "el trenecillo" och dess syfte var att underlätta införsel till Madrid av jordbruksförnödenheter från området av dalgångarna kring floderna Guadarrama och Alberche. Den var i drift fram till 1970
I och med anslutningen av Carabancheles till Madrid den 29 april av 1948 blev hela det nuvarande distriktets territorium en del av Madriddistriktet Carabanchel.
Den 1 januari 1971 delades Carabancheldistriktet i tre, vilket gav upphov till Usera, Carabanchel och Latina. Latina förblev dock knuten till Carabanchel och delade kommunstyrelse som ett "duplexdistrikt" tills den definitiva separationen godkändes av inrikesministeriet den 14 juni 1976. Från 1980 anslöts extremaduramotorvägen till Carabanchel.
Även om det sedan slutet av 1970-talet har bildats flera kåkstäder på olika platser i distriktet, har dessa kåkstäder nu mestadels försvunnit. Distriktet är idag ett bostadsområde och har växt genom utvecklingen av PAU (Plan de Actuación Urbanística) i Carabanchel, eftersom en del av nämnda PAU ligger inom Latina-distriktet.

## Geografi

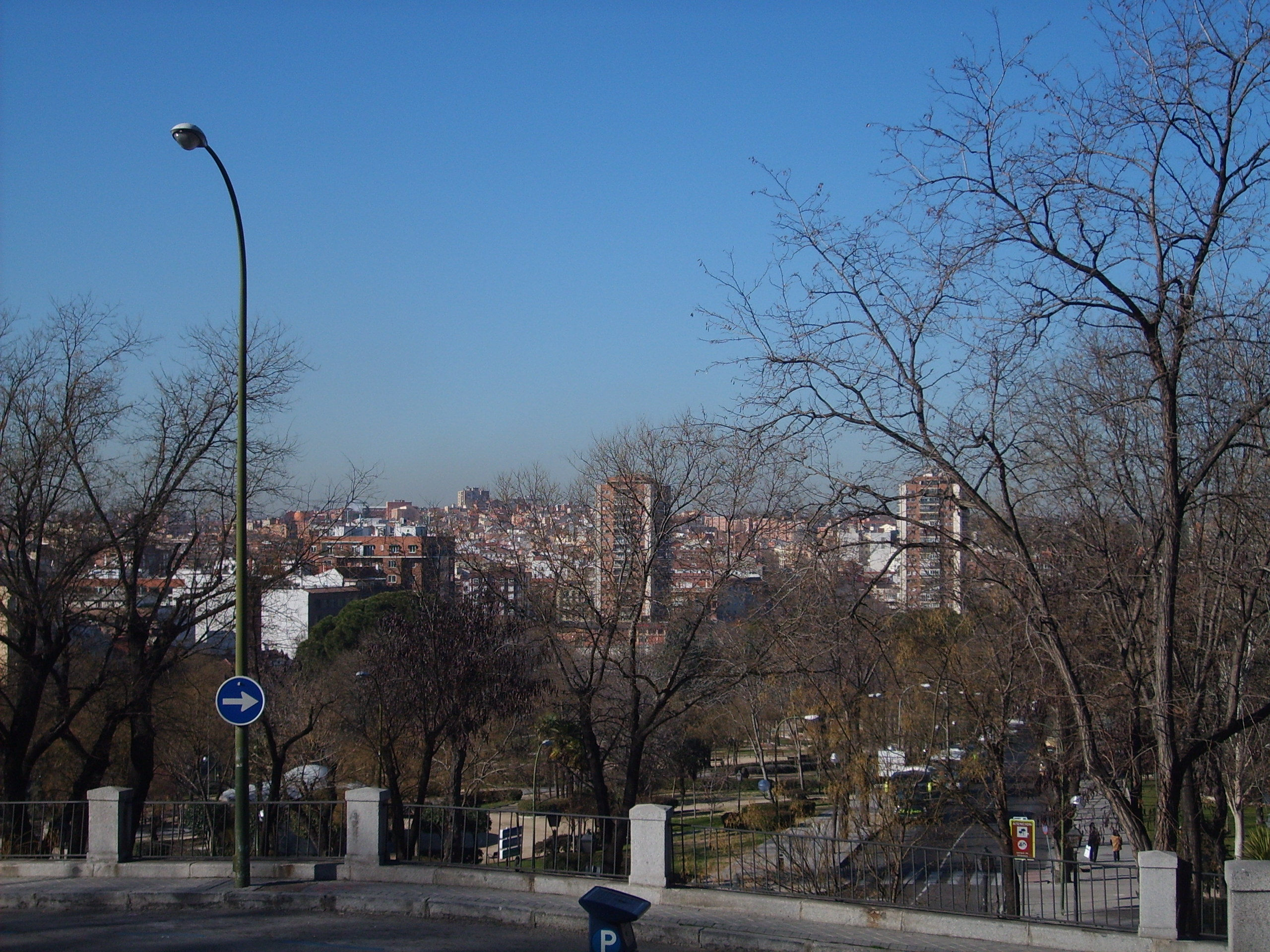
Utsikt över Latina-distriktet från Cuesta de la Vega

Distriktet ligger i sydvästra delen av Madrid. Det ligger på land från kvartärtiden, som bildar en stor trappa på ett skikt från tertiärtiden. Topografin är vågformad med flera kullar om sticker ut, såsom Bermejo, Piedra, Alemanes, los Cuervos, och la Mica (den högsta)
I området rinner olika biflöden till Manzanares (Luche, Caño Roto med flera), även om dessa vattendrag idag är kanaliserade under jord.
Distriktet löper parallellt med vägen till Extremadura, som avgränsar det från Casa de Campo. Det har en yta på 2542,97 hektar. Det gränsar till distrikten: Carabanchel, Arganzuela, Centro och Moncloa-Aravaca.